# Eodorcadion consentaneum
Eodorcadion consentaneum là một loài bọ cánh cứng trong họ Cerambycidae.